# Olof Johan Hedner
Olof Johan Hedner, född 19 mars 1861 i Fryksände socken i Värmland, död 1930, var en svensk präst och författare. Han har blivit känd för pekoralet "Svensk kungadrapa".
Han tog studentexamen 1884 och prästvigdes 1888 och blev kyrkoherde i Millesvik. Åren 1910–1912 gav han ut månadstidningen Teokrato (Libris 9178804) med parallelltext på svenska och ido (en variant av esperanto).

## Skrifter
- Historiekunskapens praktiska resultat för prästerlig tjänstgöring (1899)
- Vårt fosterland : inledning till svensk kungadrapa (1928)
- Svensk kungadrapa (1929)
- Bibelns poesi (1930)

## Utdrag ur "Svensk kungadrapa"
Upphovsrätten har löpt ut, eftersom författaren varit död i mer än 70 år.
Från Noak och från Jafets sonson, som sägs heta Sven.
Härstamma nordens ättlingar, och sagotiden se’n
Utfyller vad som fattas. Hur som helst vårt gamla land
var övertäckt av vatten, skogar däribland.
[...]
På vågen glittra sol och måne likaväl som nu,
I skogens mörker höres knappast ett kuckeliku,
Men skaparandan ifrån ovan susar genom natten
Och ruvar som en duva över öde urtidsvatten.
 
Omsider träder mänskan upp för första gång i norden
Och sätter sina fötter, slår sig ned på skånejorden,
Vid Hälsingborg förmodligen, dit lättast är att komma,
En sommardag där färdats över, båd med barn och blomma.
[...]
Som närmast en urmänniska syns lappen likväl vara,
Därefter komma göterna, men svearna vi spara
Till sist, då det är dessa som ett härskarfolk utgöra,
Och dessa som vårt rikes enhet även genomföra.